# Louis de Monspey
Louis de Monspey (né Aimé Louis Henri Tobie de Monspey), marquis de Monspey, comte de Vallières, né le 26 septembre 1777 à Lyon et mort le 12 juin 1848 à Saint-Hilaire-de-Court (Cher), est un  militaire et un homme politique français.

## Biographie

### Les guerres de la Révolution
À la suite de l'arrestation de Louis XVI à Varennes, le 21 juin 1791, il suit son père, Louis-Alexandre-Élysée de Monspey, en tant qu'aide de camp au cours des campagnes de l'Armée des Princes.
Il fait la campagne de 1792 et accompagne le général Clerfayt après la retraite des Princes et prend part sous le prince de Condé aux campagnes de 1795 à 1797. 
Lorsque l'armée se rend en Pologne en 1797, il est présenté à Louis XVIII, alors à Blankenberg; il reçoit de celui-ci un brevet de capitaine et sert en tant que tel au régiment d'Angoulême. Il sert encore par la suite au sein de l'armée de Condé notamment lorsque celle-ci se joint au corps de Souvarow en 1799. Il sert jusqu'au licenciement de son corps en 1801.

### Sous l'Empire
Ayant obtenu sa radiation et celle de son père de la liste des émigrés, ils rentrent tous deux en France et vivent dans la retraite jusqu'en 1814.

### Sous la Restauration
Au retour de la monarchie en France, Louis XVIII le nomme chevalier de Saint-Louis et lui confirme son grade de capitaine. Cependant, Louis de Monspey n'accepte d'autres fonctions que celles de maire de Jullié et de commandant de la Garde nationale de Villefranche-sur-Saône.
Il succède à son père en tant que membre du conseil général du Rhône en 1823. À la révolution de Juillet, il se retire et renonce définitivement aux affaires politiques. Il décède le 12 juin 1848.

## Affectations
- Régiment d'Angoulême en 1797 à 1801.
- Garde nationale de Villefranche-sur-Saône de 1814 à 1830.

## État des services
- Capitaine en 1797, confirmé en 1814.

## Distinction
Chevalier de l'ordre de Saint-Louis en 1814.

## Famille
Le marquis de Monspey se marie à Alexandrine Louise Marie Charrier de La Roche en 1802, nièce du prélat Louis Charrier de La Roche.

## Sources